# 신종관
신종관(1938년 1월 25일~)은 대한민국의 정치인이다. 제2·3대 수영구청장을 역임했다.

## 역대 선거 결과
|  | 57.49% |

|  | 66.64% |

|  | 15.45% |

| 전임 강문조 | 제2·3대 부산광역시 수영구청장 1995년 7월 1일~2000년 2월 7일 | 후임 (권한대행)윤종문 유재중 |